# Lithocarpus bennettii
Lithocarpus bennettii (Miq.) Rehder– gatunek roślin z rodziny bukowatych (Fagaceae Dumort.). Występuje naturalnie w Malezji oraz Indonezji (na Sumatrze i w Kalimantanie). 

## Morfologia
PokrójZimozielone drzewo dorastające do 24 m wysokości. Pień jest czasami z korzeniami podporowymi.
LiścieBlaszka liściowa jest nieco skórzasta i ma kształt od eliptycznie podługowatego do eliptycznie lancetowatego. Mierzy 3,8–14 cm długości oraz 2,5–5 cm szerokości, jest całobrzega, ma rozwartą nasadę i ostry wierzchołek. Ogonek liściowy ma 7–10 mm długości.